# Valerio Schiti
Valerio Schiti ist ein italienischer Comiczeichner, der hauptsächlich für Marvel Comics arbeitet.

## Leben
Nach einigen einzelnen Arbeiten seit 2010, begann 2012 eine regelmäßige Veröffentlichung seiner Werke bei Marvel, mit Beiträgen zu „Journey into Mystery“ mit Texten von Kathryn Immonen. Danach arbeitete er an den diversen Avengers-Reihen, wie „Avengers A. I.“, „Mighty Avengers“ und „New Avengers“. 2015 bis 2017 zeichnete er die Comicserie Guardians of the Galaxy, nach Texten von Brian Michael Bendis. Er arbeitete mit Jason Aaron bei „The Mighty Thor“ und mit Chip Zdarsky bei „Marvel 2 in One“ zusammen. 2018 war er der Zeichner von „Tony Stark: Iron Man“ nach Skripten von Dan Slott. Im Jahr 2020 arbeitete er an den Zeichnungen für das Crossover-Event „Marvel Empyre“, nach Skripten von Al Ewing und Dan Slott.
Im Oktober 2023 begann er mit seinen Arbeiten als Penciler an der laufenden US-Serie G.O.D.S. von Marvel-Comics. Im April 2024 erschien Band 7.